# Kloster Reinhausen

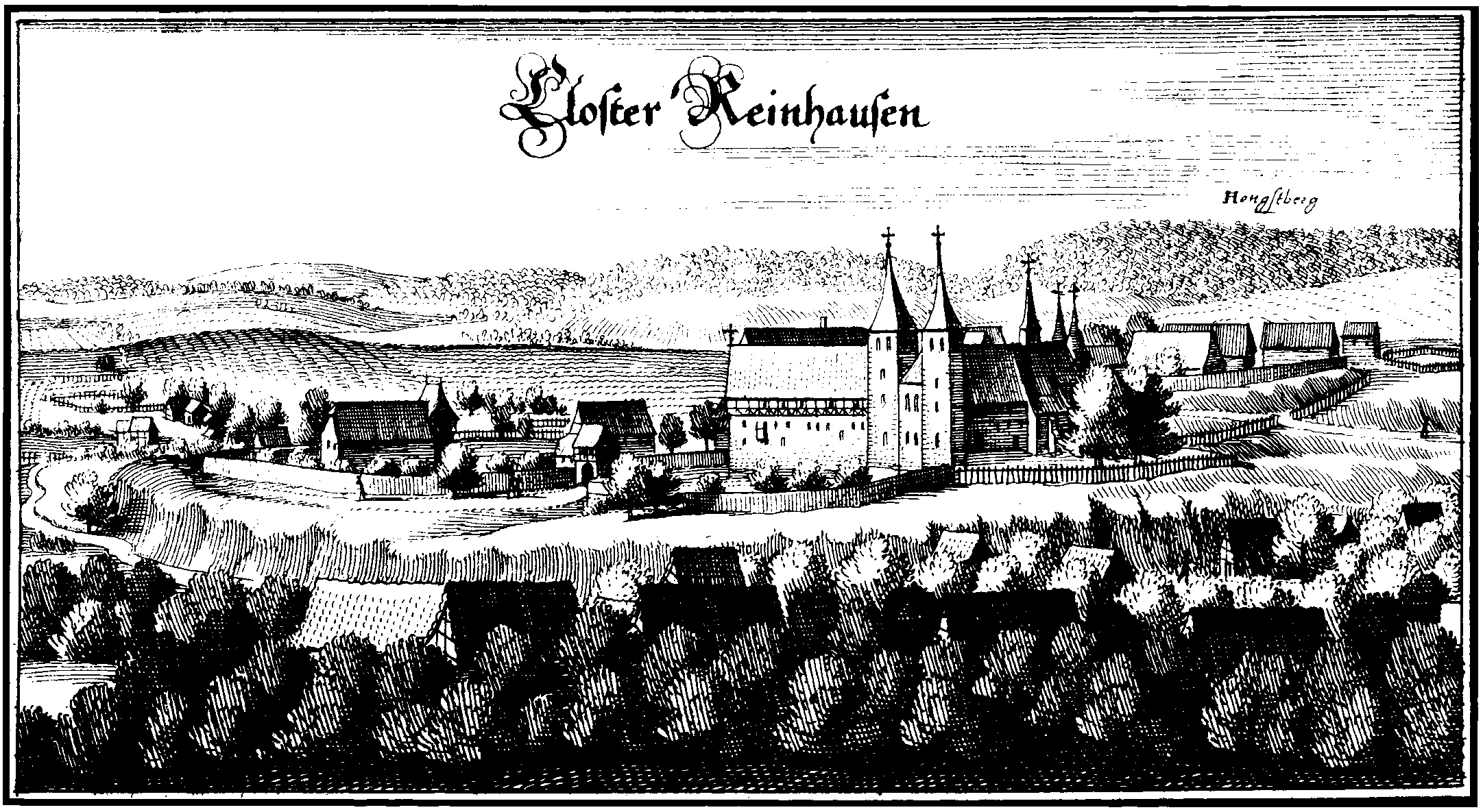
Kloster Reinhausen auf einem Merian-Stich um 1654

Kloster Reinhausen ist eine ehemalige Benediktinerabtei südlich von Göttingen in Gleichen, Ortsteil Reinhausen.

## Geschichte
In ihrer Stammburg Reinhausen gründeten die Brüder Konrad, Heinrich und Hermann (III.), Grafen von Reinhausen, sowie ihre Schwester Mathilde im Jahre 1079 zunächst ein Kanonikerstift – auf gemeinschaftlichen Beschluss hatten sie den Ort, wo sie ihren Ursprung genommen hatten, Gott und der ewigen Jungfrau Maria und besonders dem heiligen Märtyrer Christophorus geweiht. Sie setzten vier Kanoniker ein und einen Propst mit Namen Sibold. Ihren Burgsitz verlagerten die Grafen auf ihre neu errichteten Burgen auf den Gleichen. Gräfin Mathilde heiratete dann einen bayrischen Grafen von Formbach und gebar einen Sohn Hermann, der sich später nach der Burg Winzenburg nannte.
Nach dem Tod des Propstes hat Graf Hermann, da der Ort zu seinem Erbteil gehörte, mit Einwilligung seiner Miterben einen Mönchsorden daselbst eingesetzt und alles, was er in der Feldmark des Dorfes besaß, nebst dem eingetauschten Zehnten, der Kirche überwiesen und seinen Ministerialen und Hörigen erlaubt, sich und das ihrige nach Belieben dorthin zu geben. So wurde hier ein Benediktinerkloster begründet und – nach der Wahl durch die Klosterbrüder und nach der Abtsweihe durch Erzbischof Adalbert I. von Mainz – Reinhard als erster Abt des Klosters eingesetzt (die Urkunde über die Bestätigung der Klostergründung bzw. dessen Einweihung, ausgestellt von Erzbischof Adalbert von Mainz am 3. Dezember 1111, ist allerdings sowohl hinsichtlich der Datierung als auch teilweise des Inhalts als Fälschung nachgewiesen). Kurze Zeit danach, ca. 1114, zog Hermann III. nach Bayern zu seiner Schwester Mathilde, wo er 1122 starb.
So berichtet der erste Abt Reinhard des Klosters Reinhausen über die Gründung des Klosters und über die Familie der Gründer. Der Abtsbericht erfolgte im hohen Alter des Abts (nach 1152). Er starb am 7. Mai 1156 und wurde in der Klosterkirche Reinhausen bestattet, wo sich noch im 17. Jahrhundert seine Grabplatte befand. Das beschädigte ovale Siegel der Urkunde von braunem Wachs an Pergamentstreifen zeigt den sitzenden Abt mit Krummstab, in der linken Hand ein Buch haltend, und die Legende: REINARDVS. DEI. G(RA. REI)N(EHVSENSIS. ABBAS. Das Original war im Staatsarchiv zu Hannover unter Urkunde Kloster Reinhausen Nr. 2. Eine Abschrift dieser Urkunde ist in der Universitäts- und Landesbibliothek Düsseldorf vorhanden.

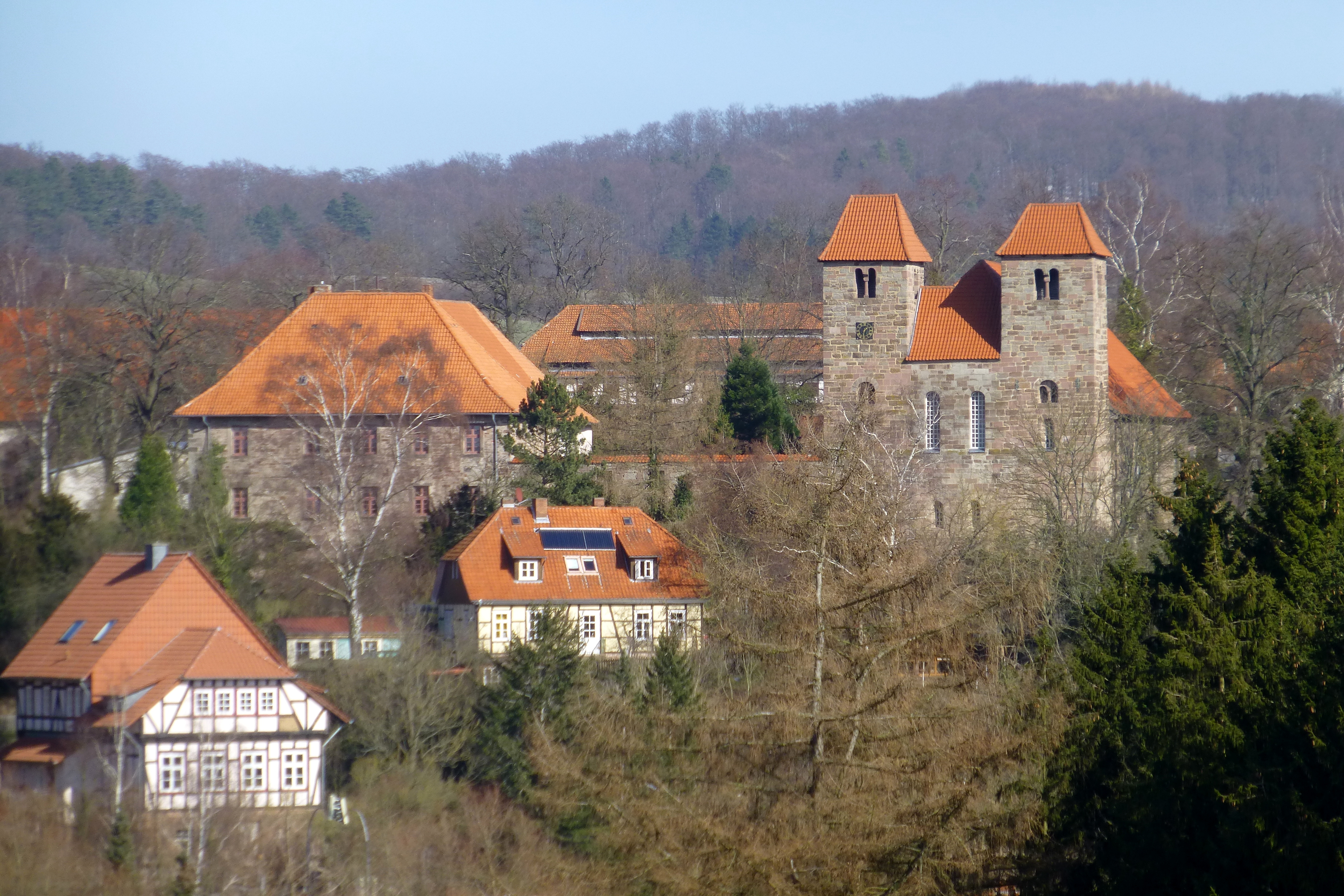
Westansicht von Klosterhaus (links oben) und ehem. Klosterkirche (2013)

Im 15. Jahrhundert wurde die Abtei nach einer Phase des Niedergangs reformiert und gehörte zusammen mit den Abteien Bursfelde und Clus sowie Huysburg zu den frühesten Mitgliedern der Bursfelder Kongregation. Die Rückbesinnung auf die ursprünglichen Ideale des Klosterlebens wirkte sich u. a. im Bau eines neuen Hospitals und Siechenhauses im Jahr 1460 aus.
1542 wurde Reinhausen lutherisch, 1552 lebten nur noch zwei lutherische Konventsmitglieder im Kloster und 1574 erlosch das monastische Leben in Reinhausen mit dem Tod des letzten Abts endgültig. Die Klosterkirche und Teile der restlichen Klostergebäude blieben erhalten.